# 拉包特特什
拉包特特什（匈牙利語：Rábatöttös），是匈牙利沃什州所辖的一个村，总面积6.48平方公里，总人口224，人口密度34.6人/平方公里（2010年1月1日）。